# 김상화 (축구인)
김상화(한국 한자: 金相華, 1968년 8월 25일 ~ )는 대한민국의 전 축구 선수이며, 포지션은 미드필더였다.